# Coppa del Mondo di snowboard 2007
La stagione della Coppa del Mondo di snowboard 2007 è la tredicesima edizione della manifestazione organizzata dalla Federazione Internazionale Sci; è iniziata il 13 ottobre 2006 a Landgraaf nei Paesi Bassi e si è conclusa il 18 marzo 2007 a Stoneham in Canada.
Si sono disputate 27 gare maschili (7 giganti paralleli, 4 slalom paralleli, 4 snowboard cross, 8 halfpipe e 4 big air) e 23 femminili (7 giganti paralleli, 4 slalom paralleli, 4 snowboard cross, e 8 halfpipe).
Alla fine della stagione la Coppa del Mondo generale è maschile è stata vinta dallo snowboarder svizzero Simon Schoch, mentre quella femminile all'austriaca Doresia Krings.

## Uomini

### Risultati
| Data       | Luogo                  | Spec. | Primo              | Secondo            | Terzo              |
| ---------- | ---------------------- | ----- | ------------------ | ------------------ | ------------------ |
| 13/10/2006 | Landgraaf              | PSL   | Siegfried Grabner  | Simon Schoch       | Marc Iselin        |
| 22/10/2006 | Sölden                 | PGS   | Simon Schoch       | Rok Flander        | Philipp Schoch     |
| 11/11/2006 | Stoccolma              | BA    | Matevž Petek       | Peetu Piiroinen    | Risto Mattila      |
| 23/11/2006 | Saas-Fee               | HP    | Scotty Lago        | Markus Malin       | Daisuke Murakami   |
| 13/12/2006 | San Vigilio di Marebbe | PGS   | Rok Flander        | Siegfried Grabner  | Simon Schoch       |
| 20/12/2006 | Bad Gastein            | PSL   | Siegfried Grabner  | Simon Schoch       | Philipp Schoch     |
| 21/12/2006 | Bad Gastein            | PSL   | Simon Schoch       | Roland Haldi       | Jasey Jay Anderson |
| 06/01/2007 | Graz                   | BA    | Peetu Piiroinen    | Hubert Fill        | Benedikt Nadig     |
| 28/01/2007 | Nendaz                 | PSL   | Simon Schoch       | Mathieu Bozzetto   | Matthew Morison    |
| 02/02/2007 | Bardonecchia           | PGS   | Roland Haldi       | Nicolas Huet       | Heinz Inniger      |
| 03/02/2007 | Bardonecchia           | HP    | Peetu Piiroinen    | Janne Korpi        | Xaver Hoffmann     |
| 04/02/2007 | Torino                 | BA    | Janne Korpi        | Jaakko Ruha        | Stefan Gimpl       |
| 09/02/2007 | Šukolovo               | PSL   | Marc Iselin        | Matthew Morison    | Rok Flander        |
| 10/02/2007 | Mosca                  | BA    | Peetu Piiroinen    | Jaakko Ruha        | Matevž Petek       |
| 16/02/2007 | Furano                 | PGS   | Matthew Morison    | Simon Schoch       | Rok Marguc         |
| 17/02/2007 | Furano                 | SBX   | Drew Neilson       | Nate Holland       | Simon Bonenfant    |
| 18/02/2007 | Furano                 | HP    | Ryō Aono           | Kōhei Kudō         | Kazuhiro Kokubo    |
| 24/02/2007 | Sungwoo                | HP    | Jeff Batchelor     | Dolf van der Wal   | Andrew Burton      |
| 25/02/2007 | Sungwoo                | PGS   | Jasey Jay Anderson | Andreas Prommegger | Mathieu Bozzetto   |
| 02/03/2007 | Calgary                | HP    | Ryō Aono           | Kōhei Kudō         | Rolf Feldmann      |
| 03/03/2007 | Calgary                | HP    | Ryō Aono           | Dylan Bidez        | Brad Martin        |
| 08/03/2007 | Lake Placid            | SBX   | Drew Neilson       | Nate Holland       | Simone Malusa      |
| 10/03/2007 | Lake Placid            | HP    | Steven Fisher      | Tommy Czeschin     | Elijah Teter       |
| 11/03/2007 | Lake Placid            | SBX   | Drew Neilson       | Nate Holland       | David Speiser      |
| 16/03/2007 | Stoneham               | PGS   | Heinz Inniger      | Siegfried Grabner  | Marc Iselin        |
| 17/03/2007 | Stoneham               | SBX   | Pierre Vaultier    | Nick Baumgartner   | Drew Neilson       |
| 18/03/2007 | Stoneham               | HP    | Daniel Friberg     | Ryō Aono           | Brendan Davis      |

### Classifiche

#### Classifica generale
| Pos. | Nome              | Nazione   | Punti |
| ---- | ----------------- | --------- | ----- |
| 1    | Simon Schoch      | Svizzera  | 7080  |
| 2    | Siegfried Grabner | Austria   | 5640  |
| 3    | Peetu Piiroinen   | Finlandia | 5200  |
| 4    | Rok Flander       | Slovenia  | 4720  |
| 5    | Roland Haldi      | Svizzera  | 4230  |

#### Parallelo
| Pos. | Nome              | Nazione  | Punti |
| ---- | ----------------- | -------- | ----- |
| 1    | Simon Schoch      | Svizzera | 7080  |
| 2    | Siegfried Grabner | Austria  | 5640  |
| 3    | Rok Flander       | Slovenia | 4720  |
| 4    | Roland Haldi      | Svizzera | 4230  |
| 5    | Mathieu Bozzetto  | Francia  | 3830  |

#### Snowboard cross
| Pos. | Nome             | Nazione     | Punti |
| ---- | ---------------- | ----------- | ----- |
| 1    | Drew Neilson     | Canada      | 3600  |
| 2    | Nate Holland     | Stati Uniti | 2426  |
| 3    | Pierre Vaultier  | Francia     | 1700  |
| 4    | David Speiser    | Germania    | 1300  |
| 5    | Nick Baumgartner | Stati Uniti | 1264  |

#### Halfpipe
| Pos. | Nome             | Nazione     | Punti |
| ---- | ---------------- | ----------- | ----- |
| 1    | Ryō Aono         | Giappone    | 4000  |
| 2    | Kōhei Kudō       | Giappone    | 2410  |
| 3    | Dolf van der Wal | Paesi Bassi | 2067  |
| 4    | Andrew Burton    | Australia   | 2010  |
| 5    | Peetu Piiroinen  | Finlandia   | 1900  |

#### Big air
| Pos. | Nome            | Nazione   | Punti |
| ---- | --------------- | --------- | ----- |
| 1    | Peetu Piiroinen | Finlandia | 3300  |
| 2    | Matevž Petek    | Slovenia  | 2200  |
| 3    | Jaakko Ruha     | Finlandia | 1980  |
| 4    | Stefan Gimpl    | Austria   | 1740  |
| 5    | Hubert Fill     | Austria   | 1329  |

## Donne

### Risultati
| Date       | Lieu                   | Épreuve | Vainqueur            | Second               | Troisième               |
| ---------- | ---------------------- | ------- | -------------------- | -------------------- | ----------------------- |
| 13/10/2006 | Landgraaf              | PSL     | Amelie Kober         | Marion Kreiner       | Heidi Neururer          |
| 21/10/2006 | Sölden                 | PGS     | Fränzi Mägert-Kohli  | Doresia Krings       | Marion Kreiner          |
| 23/11/2006 | Saas-Fee               | HP      | Gretchen Bleiler     | Sōko Yamaoka         | Manuela Pesko           |
| 13/12/2006 | San Vigilio di Marebbe | PGS     | Isabella dal Balcon  | Ekaterina Tudegeševa | Isabella Laböck         |
| 20/12/2006 | Bad Gastein            | PSL     | Ekaterina Tudegeševa | Doresia Krings       | Heidi Neururer          |
| 21/12/2006 | Bad Gastein            | PSL     | Doresia Krings       | Heidi Neururer       | Julie Pomagalski        |
| 28/01/2007 | Nendaz                 | PSL     | Selina Jörg          | Heidi Neururer       | Doresia Krings          |
| 02/02/2007 | Bardonecchia           | PGS     | Fränzi Mägert-Kohli  | Heidi Neururer       | Doresia Krings          |
| 03/02/2007 | Bardonecchia           | HP      | Manuela Pesko        | Holly Crawford       | Paulina Ligocka         |
| 09/02/2007 | Šukolovo               | PSL     | Heidi Neururer       | Doresia Krings       | Amelie Kober            |
| 16/02/2007 | Furano                 | PGS     | Isabella dal Balcon  | Fränzi Mägert-Kohli  | Aleksandra Žekova       |
| 17/02/2007 | Furano                 | SBX     | Maëlle Ricker        | Lindsey Jacobellis   | Callan Chythlook-Sifsof |
| 18/02/2007 | Furano                 | HP      | Holly Crawford       | Sōko Yamaoka         | Shiho Nakashima         |
| 24/02/2007 | Sungwoo                | HP      | Paulina Ligocka      | Mi-Yeon Lee          | Yea-Na Kim              |
| 25/02/2007 | Sungwoo                | PGS     | Doresia Krings       | Fränzi Mägert-Kohli  | Svetlana Boldikova      |
| 02/03/2007 | Calgary                | HP      | Manuela Pesko        | Jiayu Liu            | Holly Crawford          |
| 03/03/2007 | Calgary                | HP      | Manuela Pesko        | Holly Crawford       | Jiayu Liu               |
| 08/03/2007 | Lake Placid            | SBX     | Lindsey Jacobellis   | Tanja Frieden        | Sandra Frei             |
| 10/03/2007 | Lake Placid            | HP      | Gretchen Bleiler     | Manuela Pesko        | Holly Crawford          |
| 11/03/2007 | Lake Placid            | SBX     | Lindsey Jacobellis   | Aleksandra Žekova    | Helene Olafsen          |
| 16/03/2007 | Stoneham               | PGS     | Fränzi Mägert-Kohli  | Claudia Riegler      | Marion Kreiner          |
| 17/03/2007 | Stoneham               | SBX     | Helene Olafsen       | Diane Thermoz-Liaudy | Tanja Frieden           |
| 18/03/2007 | Stoneham               | HP      | Manuela Pesko        | Holly Crawford       | Paulina Ligocka         |

### Classifiche

#### Classifica generale
| Pos. | Nome                | Nazione   | Punti |
| ---- | ------------------- | --------- | ----- |
| 1    | Doresia Krings      | Austria   | 7830  |
| 2    | Heidi Neururer      | Austria   | 5590  |
| 3    | Fränzi Mägert-Kohli | Svizzera  | 5440  |
| 4    | Manuela Pesko       | Svizzera  | 5400  |
| 5    | Holly Crawford      | Australia | 5050  |

#### Parallelo
| Pos. | Nome                | Nazione  | Punti |
| ---- | ------------------- | -------- | ----- |
| 1    | Doresia Krings      | Austria  | 6480  |
| 2    | Heidi Neururer      | Austria  | 5590  |
| 3    | Fränzi Mägert-Kohli | Svizzera | 5440  |
| 4    | Isabella Dal Balcon | Italia   | 4410  |
| 5    | Marion Kreiner      | Austria  | 4160  |

#### Snowboard cross
| Pos. | Nome                 | Nazione     | Punti |
| ---- | -------------------- | ----------- | ----- |
| 1    | Lindsey Jacobellis   | Stati Uniti | 2800  |
| 2    | Tanja Frieden        | Svizzera    | 2110  |
| 3    | Maëlle Ricker        | Canada      | 2080  |
| 4    | Helene Olafsen       | Norvegia    | 1920  |
| 5    | Diane Thermoz-Liaudy | Francia     | 1800  |

#### Halfpipe
| Pos. | Nome             | Nazione     | Punti |
| ---- | ---------------- | ----------- | ----- |
| 1    | Manuela Pesko    | Svizzera    | 5400  |
| 2    | Holly Crawford   | Australia   | 5050  |
| 3    | Paulina Ligocka  | Polonia     | 3950  |
| 4    | Sōko Yamaoka     | Giappone    | 2460  |
| 5    | Gretchen Bleiler | Stati Uniti | 2000  |